# 26195 Черноглавек
26195 Черноглавек (26195 Černohlávek) — астероїд головного поясу, відкритий 1 березня 1997 року.
Тіссеранів параметр щодо Юпітера — 3,645.